# Alumniportal Deutschland

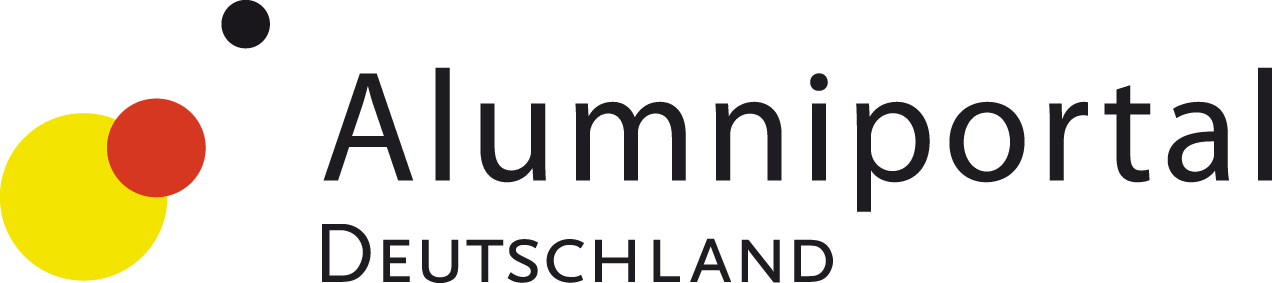
Logo

Alumniportal Deutschland je obecně prospěšná internetová stránka sloužící k profesnímu a soukromému propojování německých alumni. Němečtí alumni jsou všichni lidé, kteří studovali, dělali výzkum, pracovali, absolvovali jazykový nebo turistický pobyt v Německu nebo v německé instituci v zahraničí. Užívání stránky je bezplatné.
Byl založen v září 2008 a je provozován společně pěti německými organizacemi z oblasti mezinárodní spolupráce. Financuje ho Ministerstvo pro hospodářskou spolupráci a rozvoj Spolkové republiky Německo. Je přístupný v německé a anglické verzi.

## Cíle
Díky portálu mohou němečtí alumni zůstat v kontaktu s Německem. Mohou navazovat a prohlubovat své kontakty mezi sebou a s německými a mezinárodními organizacemi, podniky, univerzitami a sítěmi alumni. Portal nabízí mezinárodní burzu pracovních příležitostí, informace o možnostech vzdělávání a tematických akcích po celém světě, články o kultuře, společnosti, vzdělávání, vědě, rubriku „Deutsche Sprache“ a část „Community“. Alumniportal je otevřen všem alumni nezávisle na tom, zda byl jejich pobyt v Německu hrazen některou z německých organizací nebo z vlastní kapsy.
Díky obsáhlé síti kontaktů mohou zúčastněné organizace lépe koordinovat svou činnost pro alumni. Navíc je kladen důraz na potenciál německých alumni pro hospodářskou spolupráci. Jak alumni tak firmy mohou najít na portálu spolupracovníky, experty nebo partnery pro spolupráci.

## Historie
Práce s alumni, tedy práce s absolventy různých vzdělávacích programů se uskutečňuje prakticky výhradně v rámci jednotlivých zprostředkujících organizací. Asi 80 alumni, tj. 14 tisíc osob ročně, si však financuje svá studia sami. Vybudování kontaktu k těmto alumni vyžadovalo dosud náročné rešeršování.
Z tohoto důvodu vznikl i Alumniportal Deutschland. V této podobě se jedná o jediný portál, který sjednocuje práci s alumni a propojuje různorodé kompetence a možnosti německých alumni – pro alumni samotné, pro jejich podporující organizace a pro všechny ostatní německé firmy a organizace po celém světě, které hledají partnery a spolupracovníky.
Zatím se na portálu zaregistrovalo více než 32 tisíc uživatelů ze 184 zemí. (Stav: červenec 2011).

## Struktura
Hlavní součástí je „Online-Community“. K jejímu využívání je nutné se bezplatně zaregistrovat. Díky této sociální síti mohou alumni navazovat a starat se o své kontakty. Kromě toho je možné v rámci Alumniportalu Deutschland zveřejňovat blogy.
Tzv. „Infothek“, která je rovněž bezplatná, nabízí uživatelům různé příležitosti. Patří k ní mezinárodní burza práce, kalendář akcí, nabídky související s německým jazykem, nabídky vzdělávání a redakční část (např. nabídky z oblastí hospodářství, věda a výzkum, kultura. Firmy a instituce mohou nabízet volná pracovní místa v burze práce, vyhledávat v databázi uchazečů nebo třeba zveřejňovat informace o chystaných akcích.

## Sponzoři a partneři
Portál je koncipován interdisciplinárně a je spravován pěti organizacemi mezinárodní spolupráce: 
- Alexander von Humboldt-Stiftung (AvH)
- Centrum für internationale Migration und Entwicklung (CIM)
- Deutsche Gesellschaft für Internationale Zusammenarbeit (GIZ)
- Deutscher Akademischer Austauschdienst (DAAD)
- Goethe-Institut (GI)

Portál podporuje více než deset strategických partnerů, například Ministerstvo zahraničí SRN, Ministerstvo pro vzdělání a výzkum SRN a různé politické nadace jako například Friedrich Ebert Stiftung, Konrad Adenauer Stiftung a Heinrich Böll Stiftung.